# Patricia Esteban Erlés
Pour les articles homonymes, voir Esteban.
Patricia Esteban Erlés, née en 1972 à Saragosse, est une écrivaine espagnole.

## Biographie
Après avoir étudié la philologie à l'Université de Saragosse, elle est devenue professeure de secondaire. En tant que philologue elle a fait des recherches sur les romans de chevalerie. 
Elle a commencé sa carrière d'auteure en écrivant des contes et des petits récits inquiétants qui ont souvent remporté des prix ,. 
Son premier roman Las Madres Negras a obtenu le prix Dos Passos en 2017. Patricia Esteban Erlés est aussi chroniqueuse au journal Heraldo de Aragón.

## Œuvres
- Las Madres Negras, Madrid, Galaxia Gutemberg, 2018.
- Casa de muñecas, avec des illustrations de Sara Morante, Madrid, Páginas de Espuma, 2012.
- Azul ruso,Madrid, Páginas de Espuma, 2010.
- Alfred Hitchcock y las rubias, conte publié dans Ellos y ellas. Relaciones de amor, lujuria y odio entre directores y estrellas, Calamar Ediciones /Festival de Cine de Huesca, 2010.
- Manderley en venta, Saragosse, Tropo, 2008.
- Abierto para fantoches, Saragosse, Diputación, 2008[6].